# Sadaharu Ō
Sadaharu Ō, in cinese Wáng Zhēnzhì (王貞治?, Ō Sadaharu; Sumida, 20 maggio 1940), è un giocatore di baseball e allenatore di baseball taiwanese.
Detiene il record assoluto di fuoricampo in carriera della Nippon Professional Baseball (NPB), con 868.
Nel 1977 è diventato la prima persona a cui è stato conferito il People's Honour Award, un premio nato per onorare individui che si sono distinti nel loro campo di attività, donando la luce della speranza alla società.
Nel 1994 è divenuto membro della Baseball Hall of Fame Giappone.
È stato il dirigente della nazionale di baseball del Giappone al World Baseball Classic 2006.

## Statistiche

### Giocatore
| Stagione     | Squadra             | G    | AP    | AB   | R    | H    | 2B  | 3B | HR  | TB   | RBI  | SB | CS | SH | SF  | BB   | IBB | HBP | SO   | DP  | AVG  | OBP  | SLG  | OPS   |
| ------------ | ------------------- | ---- | ----- | ---- | ---- | ---- | --- | -- | --- | ---- | ---- | -- | -- | -- | --- | ---- | --- | --- | ---- | --- | ---- | ---- | ---- | ----- |
| 1959         | Yomiuri Giants(NPB) | 94   | 222   | 193  | 18   | 31   | 7   | 1  | 7   | 61   | 25   | 3  | 1  | 1  | 1   | 24   | 1   | 3   | 72   | 2   | .161 | .262 | .316 | .569  |
| 1960         | Yomiuri Giants(NPB) | 130  | 502   | 426  | 49   | 115  | 19  | 3  | 17  | 191  | 71   | 5  | 4  | 3  | 1   | 67   | 5   | 5   | 101  | 7   | .270 | .375 | .448 | .823  |
| 1961         | Yomiuri Giants(NPB) | 127  | 471   | 396  | 50   | 100  | 25  | 6  | 13  | 176  | 53   | 10 | 5  | 4  | 4   | 64   | 3   | 3   | 72   | 7   | .253 | .358 | .444 | .802  |
| 1962         | Yomiuri Giants(NPB) | 134  | 586   | 497  | 79   | 135  | 28  | 2  | 38  | 281  | 85   | 6  | 4  | 3  | 2   | 72   | 9   | 12  | 99   | 6   | .272 | .376 | .565 | .941  |
| 1963         | Yomiuri Giants(NPB) | 140  | 609   | 478  | 111  | 146  | 30  | 5  | 40  | 306  | 106  | 9  | 5  | 0  | 2   | 123  | 12  | 6   | 64   | 7   | .305 | .452 | .640 | 1.092 |
| 1964         | Yomiuri Giants(NPB) | 140  | 599   | 472  | 110  | 151  | 24  | 0  | 55  | 340  | 119  | 6  | 4  | 0  | 5   | 119  | 20  | 3   | 81   | 8   | .320 | .456 | .720 | 1.176 |
| 1965         | Yomiuri Giants(NPB) | 135  | 575   | 428  | 104  | 138  | 19  | 1  | 42  | 285  | 104  | 2  | 4  | 0  | 3   | 138  | 29  | 6   | 58   | 7   | .322 | .490 | .666 | 1.156 |
| 1966         | Yomiuri Giants(NPB) | 129  | 549   | 396  | 111  | 123  | 14  | 1  | 48  | 283  | 116  | 9  | 4  | 0  | 4   | 142  | 41  | 7   | 51   | 5   | .311 | .495 | .715 | 1.210 |
| 1967         | Yomiuri Giants(NPB) | 133  | 566   | 426  | 94   | 139  | 22  | 3  | 47  | 308  | 108  | 3  | 5  | 0  | 3   | 130  | 30  | 7   | 65   | 7   | .326 | .488 | .723 | 1.211 |
| 1968         | Yomiuri Giants(NPB) | 131  | 580   | 442  | 107  | 144  | 28  | 0  | 49  | 319  | 119  | 5  | 1  | 1  | 6   | 121  | 18  | 10  | 72   | 5   | .326 | .475 | .722 | 1.197 |
| 1969         | Yomiuri Giants(NPB) | 130  | 576   | 452  | 112  | 156  | 24  | 0  | 44  | 312  | 103  | 5  | 2  | 0  | 8   | 111  | 12  | 5   | 61   | 7   | .345 | .472 | .690 | 1.162 |
| 1970         | Yomiuri Giants(NPB) | 129  | 553   | 425  | 97   | 138  | 24  | 0  | 47  | 303  | 93   | 1  | 4  | 0  | 3   | 119  | 24  | 6   | 48   | 8   | .325 | .476 | .713 | 1.189 |
| 1971         | Yomiuri Giants(NPB) | 130  | 565   | 434  | 92   | 120  | 18  | 2  | 39  | 259  | 101  | 8  | 2  | 0  | 5   | 121  | 17  | 5   | 65   | 8   | .276 | .435 | .597 | 1.032 |
| 1972         | Yomiuri Giants(NPB) | 130  | 572   | 456  | 104  | 135  | 19  | 0  | 48  | 298  | 120  | 2  | 0  | 0  | 2   | 108  | 18  | 6   | 43   | 8   | .296 | .435 | .654 | 1.089 |
| 1973         | Yomiuri Giants(NPB) | 130  | 560   | 428  | 111  | 152  | 18  | 0  | 51  | 323  | 114  | 2  | 1  | 0  | 4   | 124  | 38  | 4   | 41   | 7   | .355 | .500 | .755 | 1.255 |
| 1974         | Yomiuri Giants(NPB) | 130  | 553   | 385  | 105  | 128  | 18  | 0  | 49  | 293  | 107  | 1  | 5  | 0  | 2   | 158  | 45  | 8   | 44   | 4   | .332 | .532 | .761 | 1.293 |
| 1975         | Yomiuri Giants(NPB) | 128  | 523   | 393  | 77   | 112  | 14  | 0  | 33  | 225  | 96   | 1  | 0  | 0  | 6   | 123  | 27  | 1   | 62   | 9   | .285 | .451 | .573 | 1.024 |
| 1976         | Yomiuri Giants(NPB) | 122  | 536   | 400  | 99   | 130  | 11  | 1  | 49  | 290  | 123  | 3  | 1  | 0  | 9   | 125  | 27  | 2   | 45   | 8   | .325 | .479 | .725 | 1.204 |
| 1977         | Yomiuri Giants(NPB) | 130  | 570   | 432  | 114  | 140  | 15  | 0  | 50  | 305  | 124  | 1  | 3  | 0  | 6   | 126  | 16  | 6   | 37   | 14  | .324 | .477 | .706 | 1.183 |
| 1978         | Yomiuri Giants(NPB) | 130  | 566   | 440  | 91   | 132  | 20  | 0  | 39  | 269  | 118  | 1  | 2  | 0  | 11  | 114  | 17  | 1   | 43   | 7   | .300 | .436 | .611 | 1.048 |
| 1979         | Yomiuri Giants(NPB) | 120  | 506   | 407  | 73   | 116  | 15  | 0  | 33  | 230  | 81   | 1  | 1  | 0  | 5   | 89   | 10  | 5   | 48   | 9   | .285 | .415 | .565 | .980  |
| 1980         | Yomiuri Giants(NPB) | 129  | 527   | 444  | 59   | 105  | 10  | 0  | 30  | 205  | 84   | 0  | 1  | 0  | 8   | 72   | 8   | 3   | 47   | 9   | .236 | .342 | .462 | .803  |
| NPB：22 anni | NPB：22 anni        | 2831 | 11866 | 9250 | 1967 | 2786 | 422 | 25 | 868 | 5862 | 2170 | 84 | 59 | 12 | 100 | 2390 | 427 | 114 | 1319 | 159 | .301 | .446 | .634 | 1.080 |

### Manager
| Stagione             | Squadra                                    | Pos.                 | Games | Vittorie | Sconfitte | Ties | Pct. | Diff. | HR  | AVG  | ERA  | Età |
| -------------------- | ------------------------------------------ | -------------------- | ----- | -------- | --------- | ---- | ---- | ----- | --- | ---- | ---- | --- |
| 1984                 | Yomiuri Giants                             | 3                    | 130   | 67       | 54        | 9    | .554 | 8.5   | 186 | .268 | 3.66 | 44  |
| 1985                 | Yomiuri Giants                             | 3                    | 130   | 61       | 60        | 9    | .504 | 12.0  | 157 | .279 | 3.96 | 45  |
| 1986                 | Yomiuri Giants                             | 2                    | 130   | 75       | 48        | 7    | .610 | 0.0   | 155 | .270 | 3.12 | 46  |
| 1987                 | Yomiuri Giants                             | 1                    | 130   | 76       | 43        | 11   | .639 | -     | 159 | .281 | 3.06 | 47  |
| 1988                 | Yomiuri Giants                             | 2                    | 130   | 68       | 59        | 3    | .535 | 12.0  | 134 | .268 | 3.09 | 48  |
| 1995                 | Fukuoka Daiei Hawks Fukuoka SoftBank Hawks | 5                    | 130   | 54       | 72        | 4    | .429 | 26.5  | 94  | .259 | 4.16 | 55  |
| 1996                 | Fukuoka Daiei Hawks Fukuoka SoftBank Hawks | 6                    | 130   | 54       | 74        | 2    | .422 | 22.0  | 97  | .263 | 4.04 | 56  |
| 1997                 | Fukuoka Daiei Hawks Fukuoka SoftBank Hawks | 4                    | 135   | 63       | 71        | 1    | .470 | 14.0  | 132 | .264 | 4.26 | 57  |
| 1998                 | Fukuoka Daiei Hawks Fukuoka SoftBank Hawks | 3                    | 135   | 67       | 67        | 1    | .500 | 4.5   | 100 | .264 | 4.02 | 58  |
| 1999                 | Fukuoka Daiei Hawks Fukuoka SoftBank Hawks | 1                    | 135   | 78       | 54        | 3    | .591 | -     | 140 | .257 | 3.65 | 59  |
| 2000                 | Fukuoka Daiei Hawks Fukuoka SoftBank Hawks | 1                    | 135   | 73       | 60        | 2    | .549 | -     | 129 | .268 | 4.03 | 60  |
| 2001                 | Fukuoka Daiei Hawks Fukuoka SoftBank Hawks | 2                    | 140   | 76       | 63        | 1    | .547 | 2.5   | 203 | .273 | 4.49 | 61  |
| 2002                 | Fukuoka Daiei Hawks Fukuoka SoftBank Hawks | 2                    | 140   | 73       | 65        | 2    | .529 | 16.5  | 160 | .267 | 3.86 | 62  |
| 2003                 | Fukuoka Daiei Hawks Fukuoka SoftBank Hawks | 1                    | 140   | 82       | 55        | 3    | .599 | -     | 154 | .297 | 3.94 | 63  |
| 2004                 | Fukuoka Daiei Hawks Fukuoka SoftBank Hawks | 2                    | 133   | 77       | 52        | 4    | .597 | -4.5  | 183 | .292 | 4.57 | 64  |
| 2005                 | Fukuoka Daiei Hawks Fukuoka SoftBank Hawks | 2                    | 136   | 89       | 45        | 2    | .664 | -4.5  | 172 | .281 | 3.46 | 65  |
| 2006                 | Fukuoka Daiei Hawks Fukuoka SoftBank Hawks | 3                    | 136   | 75       | 56        | 5    | .573 | 4.5   | 82  | .259 | 3.13 | 66  |
| 2007                 | Fukuoka Daiei Hawks Fukuoka SoftBank Hawks | 3                    | 144   | 73       | 66        | 5    | .525 | 6.0   | 106 | .267 | 3.18 | 67  |
| 2008                 | Fukuoka Daiei Hawks Fukuoka SoftBank Hawks | 6                    | 144   | 64       | 77        | 3    | .454 | 12.5  | 99  | .265 | 4.05 | 68  |
| Statistiche：19 anni | Statistiche：19 anni                       | Statistiche：19 anni | 2507  | 1315     | 1118      | 74   | .540 |       |     |      |      |     |

## Palmarès
- 18 Premio Best Nine (1962-1979)
- 20 partecipazioni al NPB All-Star Game (1960-1964, 1966-1980)
- 3 NPB All-Star Game MVP (1963 Gara 2, 1977 Gara 3, 1979 Gara 1)
- 9 Premio Diamond Glove (1972-1980)
- 9 Central League MVP (1964-1965, 1967, 1969-1970, 1973-1974, 1976-1977)
- È stato eletto a membro della Baseball Hall of Fame Giappone nel 1994.